# Emarginata schlegelii
Emarginata schlegelii е вид птица от семейство Muscicapidae.

## Разпространение
Видът е разпространен в Ангола, Намибия и Южна Африка.